# 日本衛生動物学会
日本衛生動物学会（にほんえいせいどうぶつがっかい、英称：The Japan Society of Medical Entomology and Zoology、頭字語：JSMEZ）とは、日本における衛生動物研究に関わる、日本の学術研究団体である。1950年（昭和25年）までの旧称は「日本衛生昆虫学会（旧字体表記：日本衞生昆蟲學會）」。

## 目的
衛生動物学（原虫、蠕虫を除く）の進歩・普及を図ることを目的としている。重要な感染症を媒介する衛生動物（カ、ハエ、ダニ、ネズミ、等々）、有毒動物（有毒生物のうちの、動物。毒蛇、蜂、毒蛾、等々。cf. Category:有毒動物）、および、不快昆虫等（不快動物のうちの、昆虫など節足動物。ゴキブリ、ユスリカ、等々）を研究対象としている。

## 沿革
太平洋戦争半ばの1943年（昭和18年）3月12日に資源科学研究所（所在地には今は国立科学博物館がある）で開催された第1回（参会者は40名）、同年4月に東京大学農学部で開催された第2回の「衛生昆虫談話会」を経て、同年10月5日、東京大学医学部にて「日本衛生昆虫学会」（現・日本衛生動物学会）が発足した。しかしその後は太平洋戦争の戦況が悪化の一途をたどり、戦争末期から戦後復興期まで、学会活動は一時停止を余儀なくされた。
1949年（昭和24年）4月、小林晴治郎を大会長として、本学会初の大会（総会）を京都市で開催する。1950年（昭和25年）には学会名を「日本衛生昆虫学会」から「日本衛生動物学会」に改めた。また、学会誌『衛生動物』を創刊した。1951年（昭和26年）には37番目の分科会として日本医学会に加入し、本格的な学会活動を始めている。1955年（昭和30年）には、本学会は授与する賞として「日本衛生動物学会賞」を創設した。
1970年（昭和45年）には、評議員の互選によって幹事・編集委員・学会賞選考委員などを選出する旧態依然とした評議員制度の廃止が、若手研究者グループから提案され、会員が公選によって幹事を選出する民主主義的制度が採用された。
1990年（平成2年）3月28日には、本学会は授与する賞として「佐々賞」を創設した。

### 年表
※前史については「医動物学」「大東亜医学」「衛生動物学」「山田信一郎」および「鏑木外岐雄」を参照のこと。また、「関連事象」節は詳説ではないが、理解の助けにはなる。
- 1943年（昭和18年、太平洋戦争半ば）
  - 3月12日 - 資源科学研究所にて「第1回 衛生昆虫談話会」の開催。参会者は40名。
  - 4月某日 - 東京大学農学部にて「第2回 衛生昆虫談話会」の開催。
  - 10月5日 - 東京大学医学部にて、日本衛生昆虫学会（現・日本衛生動物学会）の発足。初代学会長は宮島幹之助。
    - 参会者には、鏑木外岐雄、竹内松次郎[字引 3][字引 4]、小林晴治郎、宮尾積、北野政次、田宮猛雄、宮島幹之助（初代学会長）など、当時の動物学分野および寄生虫学分野における著明な研究者が顔を連ねた[3]。また、佐々学、朝比奈正二郎、浅沼靖、野村健一、利岡静一など、のちに学会で中心的活躍をする若手研究者も参加していた[3]。
- 太平洋戦争末期から戦後復興期まで、学会活動は一時停止を余儀なくされた。
- 1949年（昭和24年）4月某日 - 小林晴治郎を大会長として、本学会初の大会（総会）を京都市で開催。
- 1950年（昭和25年） - 学会名を「日本衛生昆虫学会」から「日本衛生動物学会」に改める。学会誌『衛生動物』の創刊。
- 1951年（昭和26年） - 日本衛生動物学会が日本医学会に加入（37番目の分科会として）。これにより、活動は本格化する。
- 1955年（昭和30年） - 本学会が授与する賞として「日本衛生動物学会学会賞」を創設。
- 1970年（昭和45年） - 若手研究者グループの提案を受けて評議員制度が廃止され、会員が公選によって幹事を選出する民主主義的制度が採用される。
- 1990年（平成2年）3月28日 - 本学会が授与する賞として「佐々賞」を創設。
- 1995年（平成7年） - 学会誌『衛生動物』の英称をこの年の発行号から改める[3]。

## 組織
本学会の組織は、北日本支部、東日本支部、西日本支部、南日本支部という、東西南北の4つの支部で構成されている。
東日本支部の現在（2020年時点）の事務局は、千葉県習志野市茜浜1-12-3 LCスクエアB棟にあるイカリ消毒株式会社技術研究所の内部に所在する。現在（2020年時点）の支部会長は谷川力（イカリ消毒株式会社技術研究所）。

## 代表者

### 学会長
現任
- 沢辺 京子（さわべ きょうこ）[12][13][14][15]

2018年（平成30年）就任。専門は昆虫医科学。国立感染症研究所昆虫医科学部所属。三重大学教授（旧職）。
歴代
確認できる人物のみを記載している。

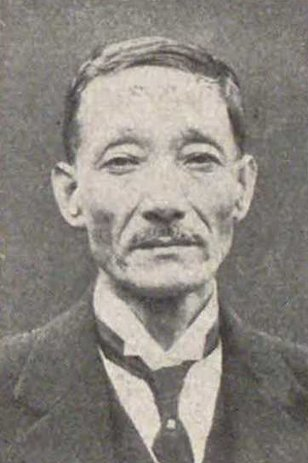
宮島幹之助

- 宮島 幹之助（みやじま みきのすけ、生没年：1872-1944） - 初代[17]。1943年（昭和18年）10月5日就任。
- 朝比奈 正二郎（あさひな しょうじろう、生没年：1913-2010） - 在任時期は未確認。
- 鎮西 康雄（ちんぜい やすお）[18][19] - 就任時期未確認。1999年（平成11年）退任。
- 高木 正洋（たかぎ まさひろ）[20][21] - 2009年（平成21年）就任。2011年（平成23年）退任。

### 名誉会員
現役の会員のうちの、名誉会員をここに列記する。
- 北岡茂男
- 和田義人
- 安富和男
- 宮城一郎
- 武衛和雄
- 緒方一喜
- 篠永哲
- 栗原毅
- 安居院宣昭
- 高木正洋
- 鎮西康雄
- 上村清

## 学会誌
学会誌は『衛生動物』(ラテン文字表記：Eisei dōbutsu、英称：Medical Entomology and Zoology、1994年以前の英称：Japanese Journal of Sanitary Zoology）。ISSN 0424-7086。1950年（昭和25年）創刊。季刊誌（年4回発行）。CiNiiなどの印刷媒体で発行されているほか、電子版のJ-STAGEで公開されている。

## 学会賞
- 日本衛生動物学会学会賞

1955年（昭和30年）に創設。本学会の目的に合致する学術上顕著な業績を上げた会員に授与する賞。学会幹事が候補者を推薦し、会員が投票することにより、原則として1年1件が選考される。正式名称以外の公称（本学会が用いる名称）および通称として「日本衛生動物学会賞」「衛生動物学会賞」などもある。
- 佐々賞

佐々学の名を冠した賞として、1990年（平成2年）3月28日に創設された。若手奨励賞、すなわち、衛生動物学の若手研究者の研究奨励と業績の顕彰を目的とした賞。

## 関連事象
- 医動物学 (medical zoology) [23]

寄生虫学を中心に昆虫学を複合領域とする応用科学。北里柴三郎の私立伝染病研究所（現・東京大学医科学研究所の前身）に始まり、第二次世界大戦の戦前から戦中にかけて隆盛した。
- 衛生動物学 (sanitary zoology) [26]
  - 衛生動物
  - 山田信一郎 (1883-1937)

医動物学に携わった昆虫学者で、戦前期の数少ない寄生虫学者の一人。日本初の衛生動物学の専門家であり、戦前期で唯一の衛生動物学者。しかし、日中戦争時の中国本土で病没してしまい、彼の不在によって日本の衛生動物学は事実上いったん頓挫した。
- 東京帝国大学医学動物学研究室

現・東京大学医科学研究所の前身。山田信一郎の研究拠点であり、したがって、衛生動物学の揺籃地と言える。
- 素木得一 (1882-1970)

早くから衛生昆虫に関心を持っていた、台湾総督府研究所衛生学部勤務の昆虫学者。衛生昆虫学の確立を目指すも、上層部には理解されず。
- 衛生昆虫学 (sanitary entomology)

昆虫学の一分野であり、衛生動物学の一分野でもある。日中戦争中は顧みられることも無かったが、太平洋戦争が勃発してからは一転し、熱帯医学とともに極めて重要な研究分野となった。太平洋戦争中の戦時動員という強力な社会的要請がこの学術分野を成立せしめた。
- 鏑木外岐雄 (1890-1968) 

大東亜医学（大東亜共栄圏における熱帯医学と寒帯医学）をようやく重視し始めた大政翼賛会の意向で戦時動員された衛生昆虫学者のなかの代表的存在。鏑木たちによって衛生動物学は確立する。
- 佐々学 (1916-2006)

戦後日本の衛生昆虫学における中心的存在。